# Tilly Lauenstein
Tilly Lauenstein (* 28. Juli 1916 in Bad Homburg vor der Höhe; † 8. Mai 2002 in Potsdam; eigentlich Mathilde Dorothea Lauenstein) war eine deutsche Bühnen- und Filmschauspielerin sowie Synchronsprecherin.

## Leben

### Bühne
Nach dem Schulbesuch in Bad Homburg ging Tilly Lauenstein nach Berlin und absolvierte dort eine Schauspielausbildung. Ihre erste Theaterrolle erhielt sie im Alter von 18 Jahren in Stuttgart. Sie spielte in zahlreichen Theatern und Städten in Deutschland, darunter am Staatstheater Stuttgart und am Schillertheater. Hauptsächlich jedoch agierte sie in Berlin. Nach dem Zweiten Weltkrieg erhielt sie dort erneut eine erste große Rolle, die Marie in Georg Büchners Woyzeck unter der Regie von Wolfgang Langhoff am Deutschen Theater.

### Leinwand und Fernsehen
Regisseur Arthur Maria Rabenalt entdeckte sie 1948 für den Film. Zunächst drehte sie Chemie und Liebe, ein antikapitalistisches Boulevardstück im Stil der Screwball-Komödie, und Das Mädchen Christine bei der ostdeutschen DEFA. Es folgten Angebote zu westdeutschen Produktionen. Hier übernahm sie Rollen in Dramen, Komödien, Krimis, Mystery- und Horrorfilmen. Den Fernsehzuschauern der 1960er Jahre ist sie vor allem aus den Serien Der Forellenhof und Alle meine Tiere bekannt. Später in den 1980er Jahren wirkte sie unter anderem in den Serien Ravioli und Rivalen der Rennbahn mit.

### Synchronisation
Tilly Lauenstein war jahrzehntelang Synchronstimme von Katharine Hepburn und Ingrid Bergman. Seit Beginn ihrer Synchronisationstätigkeit 1949 war ihre Stimme in über 350 Spielfilmen zu hören. Bekannte Darstellerinnen wie Simone Signoret, Barbara Stanwyck, Deborah Kerr, Susan Hayward, Rita Hayworth, Lauren Bacall und auch die englischsprechende Marlene Dietrich wurden von ihr ebenso gesprochen wie Lupus, die Haushälterin Cornelius Buttons, in der Kinderserie Die Grashüpfer-Insel, das Fräulein Rottenmeier in der Anime-Serie Heidi und Mania, die Uralthexe in den beliebten Bibi-Blocksberg-Hörspielen und die Eule Ula in der Hörspielreihe Xanti. In dem bereits 1939 gedrehten Film, aber erst im Dezember 1953 in Deutschland erstmals gezeigten synchronisierten Fassung von Vom Winde verweht, sprach Olivia de Havilland mit der Stimme von Tilly Lauenstein. 1985 lieh sie Giulietta Masina in Frau Holle und 1987 Billie Bird als Mrs. Feldman in Police Academy IV ihre Stimme. Außerdem sprach sie die Eule in der Serie Als die Tiere den Wald verließen. Zu einem ihrer letzten Einsätze gehörte die Synchronisation von Gloria Stuart in Titanic (1997) und June Foray im Disney-Zeichentrickfilm Mulan (1998) als Großmutter Fa.
Weitere Rollen:
Filme
- 1942: Greer Garson in Mrs. Miniver als Kay Miniver
- 1949: June Allyson in Kleine tapfere Jo als Jo March
- 1951: Denise Darcel in Karawane der Frauen als Fifi Danon
- 1952: Joan Fontaine in Ivanhoe – Der schwarze Ritter als Lady Rowena
- 1956: Patricia Laffan in 23 Schritte zum Abgrund als Alice MacDonald
- 1957: Marlene Dietrich in Zeugin der Anklage als Christine Helm/Vole
- 1982: Angela Lansbury in Das letzte Einhorn als Mommy Fortuna
- 1983: Barbara Stanwyck in Die Dornenvögel als Mary Carson
- 1984: Alice Drummond in Ghostbusters – Die Geisterjäger als Bibliothekarin
- 1996: Lois Smith in Twister als Meg Greene
- 1997: Gloria Stuart in Titanic als Rose Dewitt Bukater (alte Rose)
- 1998: Jeanne Moreau in Auf immer und ewig als Grande Dame
- 1999: Susan Kottman in Willkommen in Freak City als Mrs. Honeywell

Serien
- 1979–1982: Nancy Marchand in Lou Grant als Margaret Pynchon
- 1982: Rosalie Crutchley in Im Schatten der Eule als Tante Ellen
- 1984: Jeanette Nolan in Hart aber herzlich als Rose MacCready
- 1985: Edith Fellows in Trio mit vier Fäusten als Helen Howell
- 1987: Viveca Lindfors in Frankensteins Tante als Hanna Frankenstein
- 1988–2002: Anna Lee in General Hospital als Lila Quartermaine (1. Stimme)
- 1993–1995: Sally Grace in Als die Tiere den Wald verließen als Eule

### Privates
Tilly Lauenstein war geschieden und hatte einen Sohn, Detlef Lauenstein. Ihr Enkel Jonas Lauenstein ist ebenfalls Schauspieler. Nach zwei Schlaganfällen trat sie auch als 80-Jährige noch in Bühnenstücken auf. „Nach meinem Tod ziehe ich mich zurück“, sagte sie an ihrem 80. Geburtstag. Sie starb am 8. Mai 2002 in Potsdam im Alter von 85 Jahren und ihre letzte Ruhestätte fand Tilly Lauenstein auf dem Friedhof Wilmersdorf in Berlin.

## Filmografie (Auswahl)
- 1934: Der junge Baron Neuhaus
- 1948: Chemie und Liebe
- 1949: Das Mädchen Christine
- 1949: Anonyme Briefe
- 1953: Die Stärkere
- 1956: Stresemann
- 1958: Madeleine und der Legionär
- 1958: Madeleine Tel. 13 62 11
- 1959: Unser Wunderland bei Nacht
- 1960: Liebling der Götter
- 1960: Der letzte Zeuge
- 1961: Und sowas nennt sich Leben
- 1961: Julia, du bist zauberhaft
- 1961: Stahlnetz: Saison
- 1962: Alle meine Tiere (Fernsehserie)
- 1962: Ich bin auch nur eine Frau
- 1963: Nach Ladenschluß
- 1965: Der Forellenhof (Fernsehserie)
- 1966: Schwarzer Markt der Liebe
- 1966: Das ganz große Ding
- 1967: Das älteste Gewerbe der Welt (Le Plus vieux métier du monde)
- 1967: Der Mönch mit der Peitsche
- 1969: Helgalein
- 1969: Klassenkeile
- 1969: Das ausschweifende Leben des Marquis de Sade (De Sade)
- 1970: Theatergarderobe (Serie)
- 1970: Das gelbe Haus am Pinnasberg
- 1971: Salto Mortale (Fernsehserie, Folge Gastspiel in Kopenhagen)
- 1972: Das Kurheim
- 1973: … aber Jonny!
- 1975: Sonderdezernat K1 (Folge Flucht)
- 1976: Derrick (Folge 19 Tote Vögel singen nicht)
- 1978: Derrick (Folge Kaffee mit Beate)
- 1983: Ravioli
- 1984: Tatort – Freiwild
- 1985: Otto – Der Film
- 1985: Wanderungen durch die Mark Brandenburg
- 1985: Bittere Ernte
- 1985: Der Alte (Folge Gemischtes Doppel)
- 1988: Der lange Sommer oder Corriger la Fortune
- 1988: Himmelsheim
- 1988: Derrick (Folge Kein Risiko)
- 1988: Eine unheimliche Karriere
- 1989: Rivalen der Rennbahn
- 1989: Vera und Babs (Fernsehserie, erste Staffel)
- 1991: Ein Heim für Tiere (Fernsehserie, eine Folge)
- 1992: Unsere Hagenbecks
- 1992: Cosimas Lexikon
- 1992: Glückliche Reise – Thailand
- 1994: Praxis Bülowbogen (Fernsehserie, Folge 4x04 Saalbachs Abschied)
- 1995: Für alle Fälle Stefanie
- 1996: Ein starkes Team: Mörderisches Wiedersehen (Fernsehserie)
- 1996: Die Drei (Fernsehserie)
- 1996: Die Schule am See
- 1998: Sieben Monde
- 1998: Mulan (Sprechrolle als Großmutter Fa)
- 1999: Großstadtrevier
- 2000: Otto – Der Katastrofenfilm

## Theater
- 1948: Konstantin Trenjow: Ljubow Jaworaja (Любовь Яровая) – Regie: Hans Rodenberg (Haus der Kultur der Sowjetunion)

## Hörspiele (Auswahl)
- 1990: Andreas Marber: Frau Anna B. kommt in den vierten Stock mit: Dagmar Altrichter, Regie: Götz Naleppa (Hörspiel – RIAS Berlin)
- 1992: Rodney David Wingfield: Viel Frust für Frost – Regie: Klaus Wirbitzky (Kriminalhörspiel – WDR)
- 1996: Karl Kirsch: Arthur (Schwester) – Regie: Albrecht Surkau (Kriminalhörspiel – DLR)
- 1998: Peter Steinbach: Warum ist es am Rhein so schön … (Elfriede) – Regie: Hans Gerd Krogmann (Hörspiel – WDR/DLR)
- 1998: David Zane Mairowitz: Ich kaufte den Ferrari von Juan und Evita Peron (Mutter) – Regie: Klaus Mehrländer (Hörspiel – WDR/SFB-ORB)

## Auszeichnungen
- 1984: Großer Hersfeld-Preis[3]